# Révolte d'esclaves

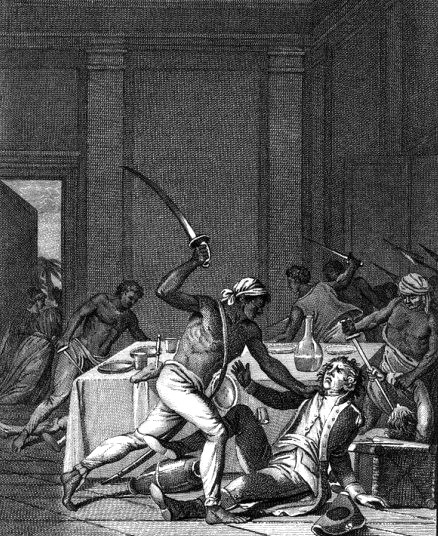
Révolte de Tacky à la Jamaïque en 1760.

Une révolte d'esclaves est une révolte au cours de laquelle des personnes réduites en esclavage se soulèvent contre l'autorité de leurs maîtres ou de leurs traitants, voire contre leur statut d'esclaves lui-même. Elle peut ainsi se déclencher en réaction à des événements spécifiques, par exemple un châtiment administré trop violemment, ou par ailleurs du fait de logiques plus idéologiques, en particulier abolitionnistes. La révolte d'esclaves est considérée comme l'une des formes les plus remarquables des résistances d'esclaves aux côtés, notamment, du suicide ou du marronnage.

## Révoltes célèbres

### Europe

#### Rome antique

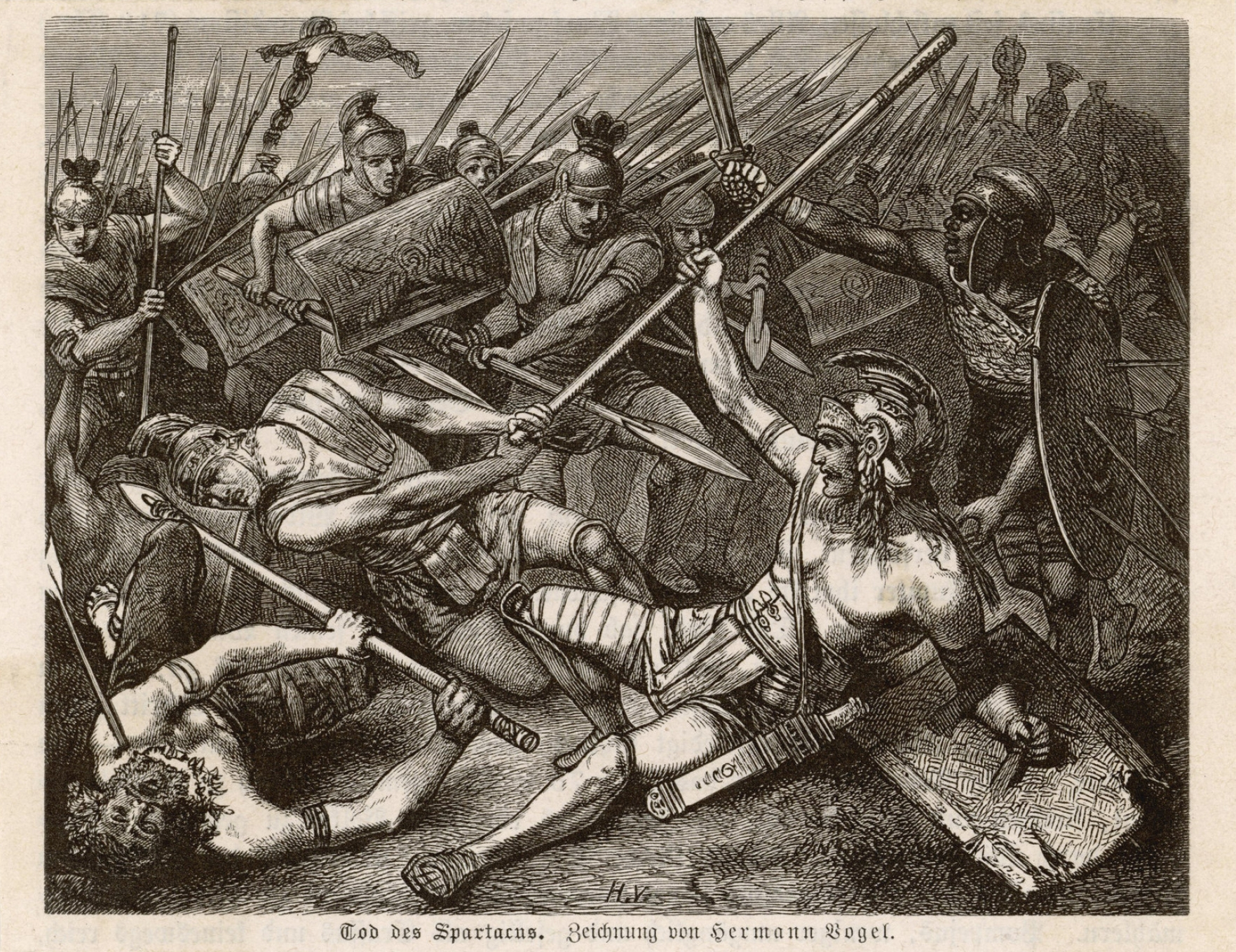
Mort du gladiateur Spartacus lors de la Troisième Guerre servile, par Hermann Vogel, 1882.

Les guerres serviles, une série de révoltes d'esclaves contre la République romaine.
- Les Première et Deuxième Guerres serviles se déroulèrent en Sicile.
- La Troisième Guerre servile eut lieu dans la partie continentale de l'Italie.

D'autres révoltes d'esclaves se sont produites ailleurs.
Dans la région de l'Etna, à la fin du Ier siècle av. J.-C., une armée d'esclaves se livre au brigandage, avec à sa tête un dénommé Sélurus, le « Fils de l'Etna ». Ce dernier termine sa vie à Rome, livré aux fauves dans l'arène, sans doute en 35 av. J.-C.. En 24 apr. J.-C., sous Tibère, une conjuration d'esclaves, menée par un ancien soldat, est étouffée dans la région des pâturages de Brindes. En 64, des esclaves tentent de fuir l'école de gladiateurs de Préneste, en invoquant le souvenir de Spartacus,.

#### Région méditerranéenne
Un certain nombre de révoltes d'esclaves se sont produites dans la région méditerranéenne au début de la période moderne :
- 1748 : Les esclaves chrétiens hongrois, géorgiens et maltais à bord du navire Ottoman Lupa se révoltent et détournent le navire sur Malte[5]
- 1749 : Conspiration des esclaves – Un vaste complot fomenté par le Bacha (ou Pacha) de Rhodes visant à soulever les esclaves musulmans et prendre le pouvoir dans l'île de Malte[5].
- 1760 : Les esclaves chrétiens à bord du navire Ottoman Corona Ottomana se révoltent et détournent le navire sur Malte[5].

### Afrique
- 1595 : une révolte d'esclaves menée par Amador éclate à Sao Tomé-et-Principe.
- Révolte d'esclaves de Saint-Leu (du 5 au 11 novembre 1811)
- Révolte du Meermin (en)

### Amériques

#### Amérique du Nord
- San Miguel de Gualdape (1526)
- Près de Veracruz vers 1570. En s'échappant dans les montagnes, Gaspar Yanga et ses compagnons édifièrent pendant plus de 30 ans une petite colonie libre.
- Gloucester County, Virginia Revolt (1663)[6]
- Révolte des esclaves de New York de 1712
- Samba Rebellion (en) (1731)
- Rébellion de Stono (1739), une des premières rébellions contre l'esclavage à l'intérieur des frontières du territoire actuel des États-Unis.
- Conspiration de New York (1741)
- Conspiration de Pointe Coupée (1795)
- Conspiration de Gabriel (1800)
- Igbo Landing (en) (1803)
- Rébellion Chatham Manor (en) (1805)
- Révolte de La Nouvelle-Orléans, (1811)[7]
- Aponte Conspiracy (en) de José Antonio Aponte (1812)
- George Boxley Rebellion (1815)
- Denmark Vesey conspiration (1822)
- Insurrection de Southampton (1831)
- Seconde Guerre séminole (1835–1838) [8]
- Amistad seizure (1839)[9]
- Affaire de la Creole (1841)
- 1842 Slave Revolt in the Cherokee Nation[10]
- John Brown's raid on Harpers Ferry (1859)

#### Caraïbes
- Vue des plantations de Cap-Français, incendiées par les esclaves révoltés en août 1791.Révolte de Tacky en Jamaïque (1760)

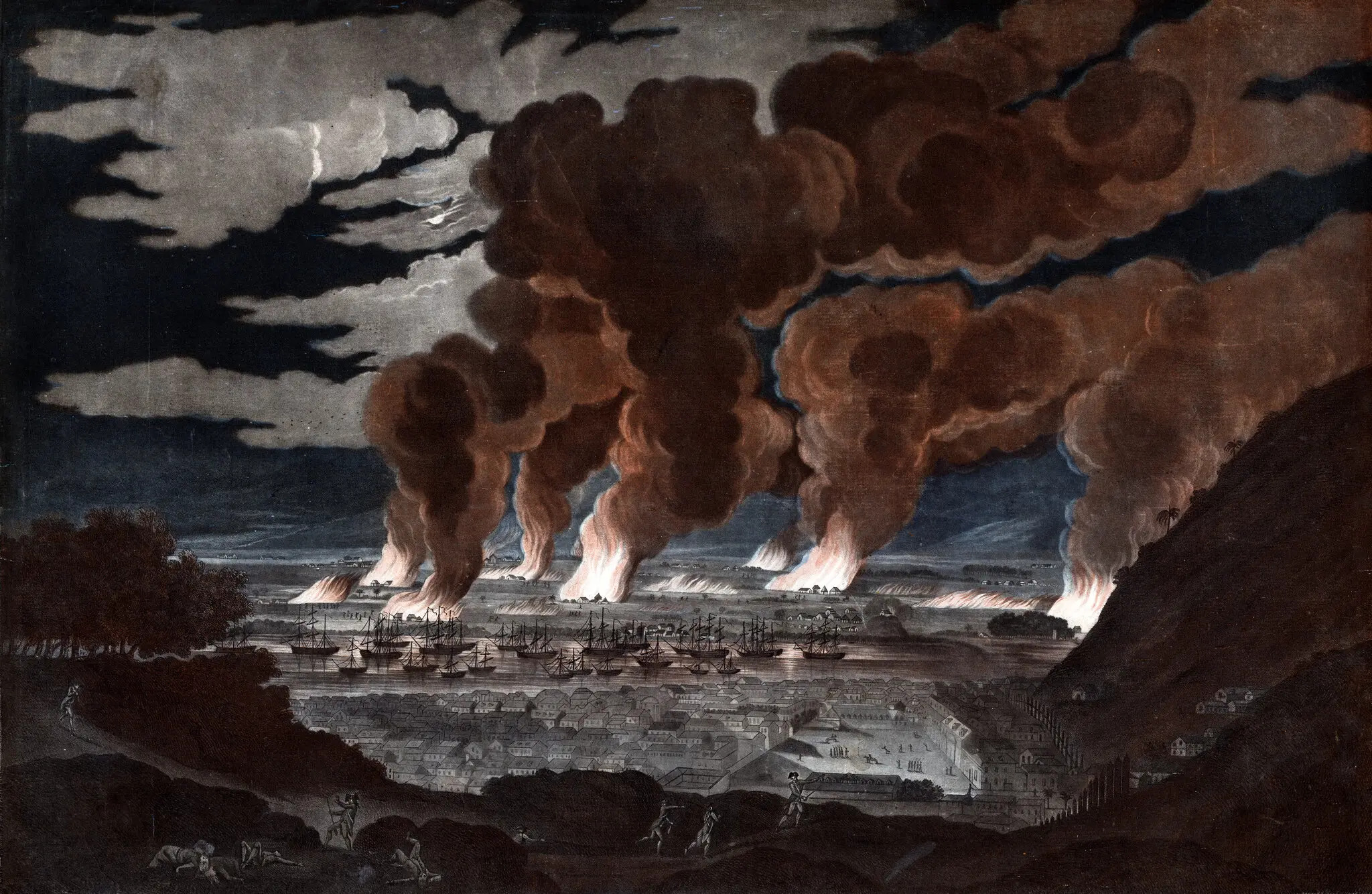
Vue des plantations de Cap-Français, incendiées par les esclaves révoltés en août 1791.

- Cérémonie du Bois-Caïman (1791), le premier grand soulèvement collectif contre l'esclavage à Saint-Domingue, l'actuel Haïti. Il est le point de départ de la révolution haïtienne.
- Révolte du Carbet en Martinique (1822)
- Grande révolte des esclaves de 1831 en Jamaïque

## Révoltes sur les navires négriers

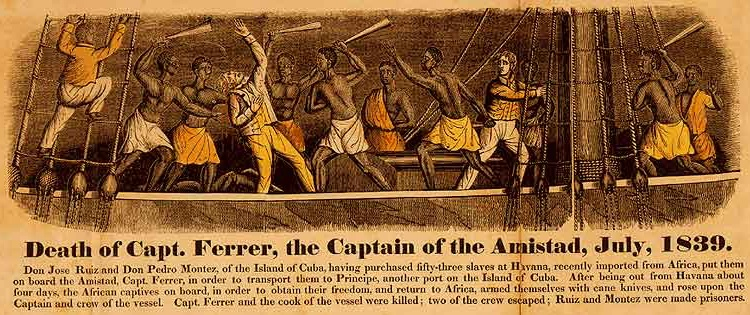
Représentation de la révolte sur La Amistad en 1839.

De nombreux navires négriers sont le théâtre de révoltes des captifs pour lesquels il n'y a peut-être rien à perdre.

### Près les côtes d'embarquement
Lorsque les navires sont encore à l'ancre ou près des côtes, la proximité de la terre natale rend l'espoir de retour possible dans l'esprit des captifs.
Dans son Voyage en Guinée et dans les Îles Caraïbes, le botaniste allemand Paul Erdmann Isert écrit en 1785 : « les esclaves d'un navire hollandais se révoltèrent le jour même du départ, ils remportèrent la victoire sur les Européens et les tuèrent tous (...). Avant qu'ils se fussent rendus maîtres des Blancs, ceux-ci avaient tiré plusieurs coups de détresse. On les avait entendu de la côte et envoyé à leurs secours une quantité de canots avec des nègres libres et bien armés. Dès le moment qu'ils approchèrent du navire, et que les nègres révoltés virent qu'ils n'auraient pas le dessus, ils formèrent la résolution de mourir. Dans cette intention, l'un deux courut avec un tison allumé à la soute aux poudres et fit sauter le navire. Les canots pêchèrent environ une trentaine d'esclaves (...), tout le reste au nombre de cinq cents périt dans les eaux ».
Le négrier Joseph Mosneron Dupin (1748-1833), révèle que lors de son séjour à Bissao, sur les vingt bâtiments se trouvant en rade, dont la plupart sont anglais ou portugais : « Il n'y a pas un seul qui ait été exempt d'une révolte à son bord. On avait beau redoubler de précautions par les fers, les chaînes, les entraves, les fortes cloisons et les rambardes, tous ces obstacles étaient vaincus par l'esprit de liberté et la férocité des esclaves enfermés dans l'entrepont ».

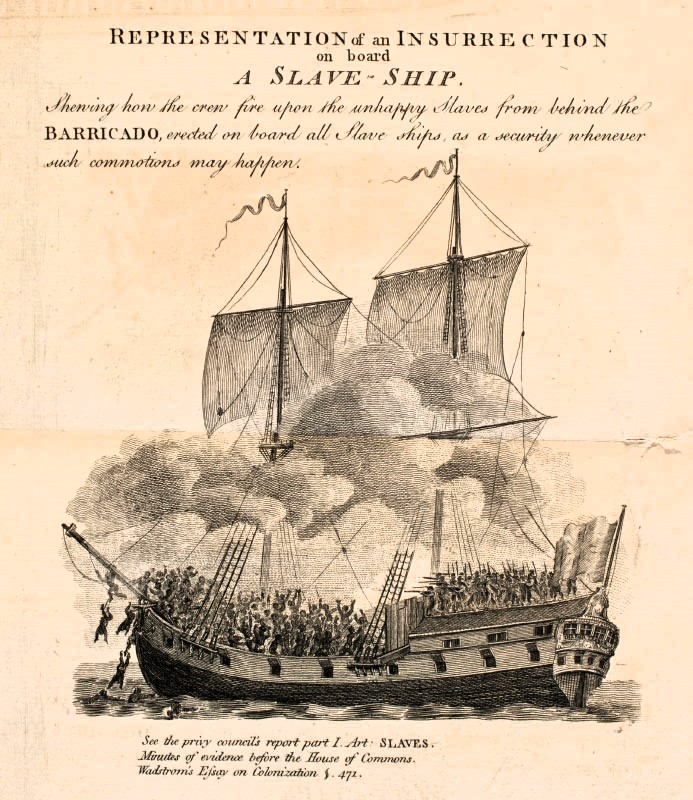
Représentation d'une révolte à bord d'un navire négrier, 1794.

De même, sur le navire l'Avrillon, encore au large de Gorée, 500 Wolofs ont été embarqués. Alors que quelques-uns sont déferrés pour aider à la manœuvre du navire, ceux-ci en profitent pour enlever les goupilles des fers de leurs camarades. La plupart des officiers et matelots sont massacrés, tandis que les survivants et le lieutenant sont retranchés sur l'arrière. De là ils tuent 230 captifs à coups de fusil et de canon à mitraille, et obtiennent la reddition des autres.
Dans le golfe de Guinée, il y avait au moins une insurrection tous les huit à dix voyages pour les négriers hollandais, et une tous les vingt-cinq voyages pour les Français. La différence entre les deux tient au fait que ces derniers avaient des navires moins remplis car passant en deuxième pour s'approvisionner en esclaves.